# Elyanna

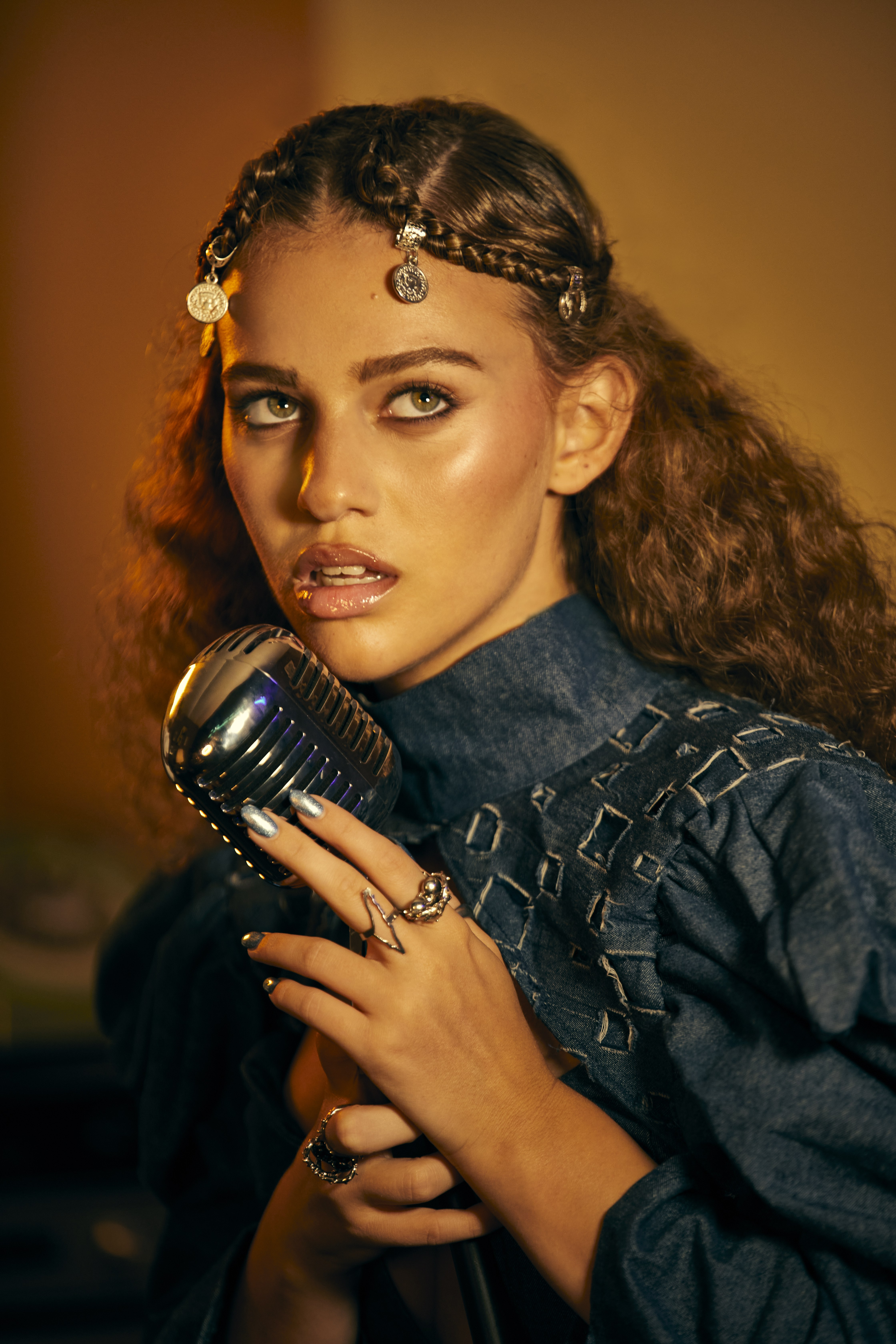
Elyanna (2022)

Elyanna (geb. 22. Januar 2002 in Nazareth, Israel; bürgerlich Elian Marjieh) ist eine palästinensisch-chilenische Musikerin.

## Leben
Elyanna wuchs in einer christlich-palästinensischen Familie in der nordisraelischen Stadt Nazareth auf. Sie ist väterlicherseits chilenischer Abstammung. Ihr musikalisches Interesse zeigte sich im Alter von sieben Jahren, als sie gemeinsam mit ihrem Bruder das Musizieren begann. Die Familie unterstützte sie in ihren musikalischen Ambitionen. Im Alter von 15 Jahren zog die Familie zur Verbesserung ihrer musikalischen Chancen nach San Diego, Kalifornien. Dieser Schritt führte dazu, dass Elyanna durch Plattformen wie Instagram und Soundcloud bekannt wurde und Kontakte zu anderen arabischen Künstlern in Nordamerika knüpfte.

## Wirken
Elyannas Musik wurde durch eine Mischung aus arabischen und westlichen Einflüssen beeinflusst, was ihr den Spitznamen „arabische Rihanna“ einbrachte. Ihre Karriere begann sie mit Coverversionen auf Soundcloud und führte sie durch Zusammenarbeit mit ihrer Familie fort. Ihre Musik, oft eine Fusion aus Jazz, R&B und traditionellen arabischen Elementen, brachte ihr früh Anerkennung. Sie ist für ihre kraftvolle Stimme und die Fähigkeit, sowohl tiefe als auch sanfte Töne zu treffen, bekannt. Im Jahr 2018 unterschrieb sie bei Universal Arabic Music, was zu einer engeren Zusammenarbeit mit dem libanesisch-kanadischen Manager Wassim Slaiby führte. Ihre Musik enthält oft Elemente, die ihre palästinensische Identität hervorheben. Ihr erstes Solo-EP Elyanna zeigte eine kreative und emotionale Entwicklung. Im Jahr 2023 trat sie als erste arabische Künstlerin ausschließlich auf Arabisch beim Coachella Festival auf. Sie gilt als Symbol für die moderne, multikulturelle arabische Jugend.

## Diskografie

### Alben
- 2024: Woledto

### EPs
- 2020: Elyanna
- 2022: Elyanna 2

### Singles (Auswahl)
- 2019: Enta Eih (Original: Nancy Ajram – Inta Eyh)
- 2020: Ana Lahale (mit Massari)
- 2022: Ghareeb Alay (mit Balti)
- 2022: Youm Wara Youm
- 2022: Sokkar
- 2024: Ganeni
- 2024: Callin' U (Original: Amr Diab – Tamally Maak)
- 2024: Good Torture (mit Sevdaliza)
- 2024: Wala Ghalta (mit Joseph Attieh)
- 2024: We Pray (mit Coldplay)